# O Holy Night

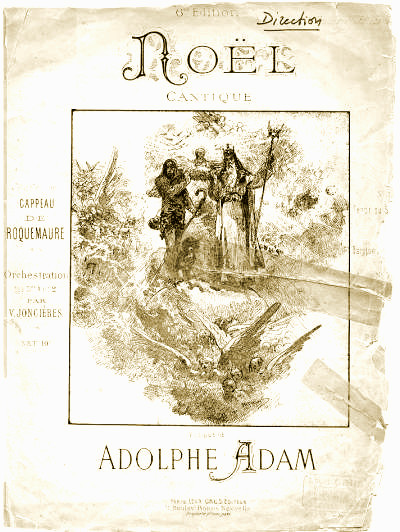

O Holy Night(오 신성한 밤)은 프랑스의 아돌프 아당이 작곡한 크리스마스 노래이다.